# Matyáš Lerch

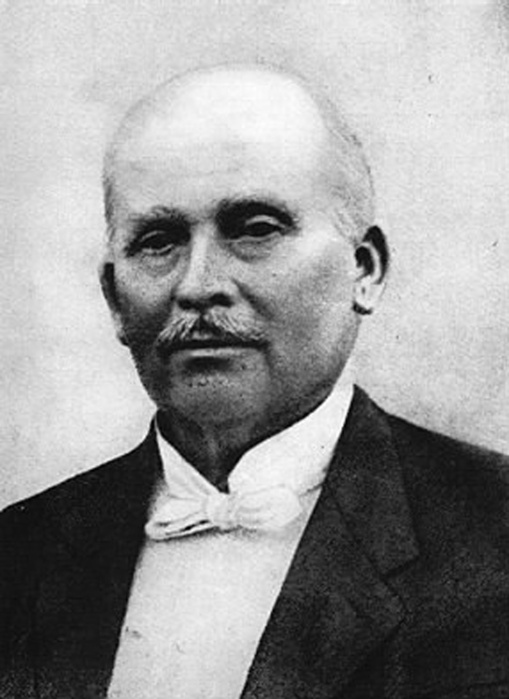

Matyáš Lerch (* 20. Februar 1860 in Milínov; † 3. August 1922 in Schüttenhofen) war ein österreichisch-tschechischer Mathematiker.

## Leben
Matyáš Lerch kam aus der Familie eines Kleinbauern. Als kleines Kind hatte er einen Unfall und konnte sich ab dem sechsten Lebensjahr nur noch mit einer Gehhilfe fortbewegen. Der Unfall hatte auch zur Folge, dass er erst mit neun Jahren das erste Mal in die Schule gehen konnte. Dort bewies er von Anfang an eine große Begabung für Mathematik. Nach dem Besuch der Bürgerschule arbeitete er kurz als Angestellter in der Fabrik František Scheinost. Trotz wirtschaftlicher Schwierigkeiten entschied er sich für eine weitere Schulausbildung. Nach erfolgreicher Aufnahmeprüfung und außergewöhnlichen Prüfungsergebnissen erhielt er die Genehmigung, die fünfte Klasse des Gymnasiums in Pilsen zu besuchen. Sein Abitur legte er 1880 am Realgymnasium in Rakonitz ab. Noch während des Schulbesuchs auf dem Gymnasium studierte er autodidaktisch alle ihm zugänglichen Mathematikbücher.
1880 schrieb er sich an die Technische Hochschule in Prag als ordentlicher Hörer des Bauingenieurwesens ein. Er studierte drei Jahre unter anderem bei Eduard Weyr, Gabriel Blažek und František Tilšer.
Ursprünglich wollte er nach der Hochschule Lehrer werden, konnte dies jedoch wegen seiner Behinderung nicht und widmete sich daher ganz der Mathematik. Von 1883 bis 1884 nahm er an Vorlesungen von František Josef Studnička teil, der an dem Studenten großen Gefallen fand. Ein Jahr später erhielt Lerch ein Stipendium und studierte in Berlin unter anderem bei Karl Weierstraß, Leopold Kronecker, Lazarus Immanuel Fuchs und Carl Runge. Hier lernte er auch junge Mathematiker wie Sofja Kowalewskaja und Arthur Karl Wilhelm Heffter kennen. Nach seiner Rückkehr habilitierte er sich im Jahr 1886 und wurde Privatdozent an der Prager Technischen Hochschule. Gleichzeitig begann er mit seiner publizistischen Tätigkeit. Von 1886 bis 1896 veröffentlichte er 110 Aufsätze im In- und Ausland. Gleichzeitig wurden seine Arbeiten von Mathematikern gelesen, so auch vom Franzosen Charles Hermite, der seine wissenschaftlichen Arbeiten öffentlich hoch schätzte.
Trotz zahlreicher Bemühungen, eine Professur an einer böhmischen Hochschule zu erlangen, gelang ihm dies nicht. 1896 nahm er deshalb das Angebot der schweizerischen Universität in Freiburg im Üechtland an.
Er lehrte hier die folgenden zehn Jahre. Gleichzeitig verbesserte sich seine finanzielle Situation, er konnte sich eine Operation leisten, durch die er seine Krücke nicht mehr benötigte. 1906, nach Ernennung zum Professor in der mährischen technischen Hochschule in Brünn, kehrte er nach Böhmen zurück. 1920 erfolgte seine  Berufung an die Masaryk-Universität in Brünn.
Nach seiner Rückkehr wurde er vielfach in seiner Heimat geehrt. Er wurde zum Ehrenmitglied der Vereinigung tschechischer Mathematiker und Physiker gewählt und erhielt 1909 den Ehrendoktor der Philosophie der Prager Universität. Zu diesem Zeitpunkt ging es ihm jedoch gesundheitlich schlechter. Er litt an Diabetes, damals unheilbar, da das Insulin noch nicht entdeckt war. Aus gesundheitlichen Gründen musste er deshalb die Stelle des Rektors der Brünner Technischen Hochschule ablehnen. Zum Schluss setzte er sich mit seinem Assistenten Otakar Borůvka für den Aufbau des mathematischen Instituts an der Masaryk-Universität ein. Während seines Ferienaufenthalts starb er an einer Lungenentzündung.
Im Jahre 1900 erhielt Matyáš Lerch den Großen Preis der Académie des sciences für seine Arbeiten in der Zahlentheorie. Von ihm stammt unter anderem der Satz von Lerch.